# Episodi di Sheena (seconda stagione)
Gli episodi della seconda stagione di Sheena sono andati in onda negli U.S.A dal 6 ottobre del 2001 al 23 febbraio del 2002.
| n° | Titolo originale                    | Titolo italiano              | Prima TV USA     | Prima TV Italia |
| -- | ----------------------------------- | ---------------------------- | ---------------- | --------------- |
| 1  | Rendezvous                          | Sotto le stelle              | 6 ottobre 2001   |                 |
| 2  | The Feral King                      | L'uomo che sorride           | 13 ottobre 2001  |                 |
| 3  | Mind Games                          | Il ritorno dello sciamano    | 20 ottobre 2001  |                 |
| 4  | Collateral Damage                   | Fuga dalla CIA               | 27 ottobre 2001  |                 |
| 5  | Meltdown in Malkata                 | Grosso guaio a Maltaka       | 3 novembre 2001  |                 |
| 6  | The Treasure of Sienna Mende        | Il teschio di cristallo      | 10 novembre 2001 |                 |
| 7  | The Darkness                        | La sciamana                  | 17 novembre 2001 |                 |
| 8  | Still Hostage After All These Years | La rivale dal passato        | 24 novembre 2001 |                 |
| 9  | Return of the Native                | Il figlio di Maltaka         | 26 gennaio 2002  |                 |
| 10 | The Maltaka Files                   | I trafficanti di Uranio      | 2 febbraio 2002  |                 |
| 11 | Stranded in the Jungle              | Il golpe                     | 9 febbraio 2002  |                 |
| 12 | Coming to Africa                    | Futura regina                | 16 febbraio 2002 |                 |
| 13 | The World According to Mendelsohn   | Un nuovo mondo per Mendelson | 23 febbraio 2002 |                 |